# Isla Ndere
Isla Ndere es una isla pequeña (de 4,2 km² ó 1,6 millas cuadradas) en el golfo de Winam, en el Lago Victoria en Kenia. Que fue declarada como la Reserva Nacional Isla de Ndere en noviembre de 1986 y desde entonces ha estado deshabitada. 
Ndere significa "lugar de encuentro" en la lengua local Dholuo. De acuerdo con el folclore Dholuo, al principio los migrantes tribales descansaron cerca de Ndere después de su largo viaje al sur por el valle del Nilo. Ellos encontraron una costa exuberante tan agradable que se quedaron. 
Entre la Fauna notable con la se asocia a la isla destaca el águila africana, vencejos, hipopótamos y cocodrilos del Nilo. Cerca de cincuenta impalas se han introducido en la isla.